# Мусирма
Мусирма́ (чув. Мăн Çырма, тат. Бүшәрмә) — река в России, протекает по Урмарскому району Чувашии и Зеленодольском районе Татарстана. Правый приток реки Ари.

## География
Река Мусирма берёт начало у села Мусирмы. Течёт на восток по открытой местности мимо села Акзигитова. Устье реки находится в 28 км по правому берегу реки Ари. Длина реки — 10 км, площадь водосборного бассейна — 31,2 км².

## Данные водного реестра
По данным государственного водного реестра России относится к Верхневолжскому бассейновому округу, водохозяйственный участок реки — Волга от Чебоксарского гидроузла до города Казань, без рек Свияга и Цивиль, речной подбассейн реки — Волга от впадения Оки до Куйбышевского водохранилища (без бассейна Суры). Речной бассейн реки — (Верхняя) Волга до Куйбышевского водохранилища (без бассейна Оки).
Код объекта в государственном водном реестре — 08010400712112100003092.